# Type 401 CGVFIL
Le type 401 est un type d'autorail de la Compagnie générale de voies ferrées d'intérêt local (CGVFIL).

## Histoire
Les autorails sont construits et mis en service en 1936, deux les n°401 et 402 sur la ligne Hazebrouck - Bergues / Hondschoote et les deux autres n°411 et 412 sur la ligne de Hermes à Beaumont.
À la fermeture de la ligne Hazebrouck - Bergues / Hondschoote le 31 décembre 1954, l'autorail 401 est vendu (à cette date ou ultérieurement) à la Société générale des chemins de fer économiques (SE) qui le renumérote M41 et l'affecte à partir de 1957 au groupe des bains de mer des chemins de fer départementaux de la Somme, puis à la fermeture de la ligne de Hermes à Beaumont en 1959, les autorails 411 et 412 sont également vendus à la SE, renumérotés M42 et M43, ils rejoignent le M41 (401),,.

## Caractéristiques
La caisse est construite par Million-Guiet, ils sont dotés d'un moteur Berliet de 115 cv. Disposant de 48 places assises et 12 places debout, et d'une vitesse maximale de 75 km/h, ils sont longs de 13,840 m et pèsent 18 tonnes.

## Matériel préservé

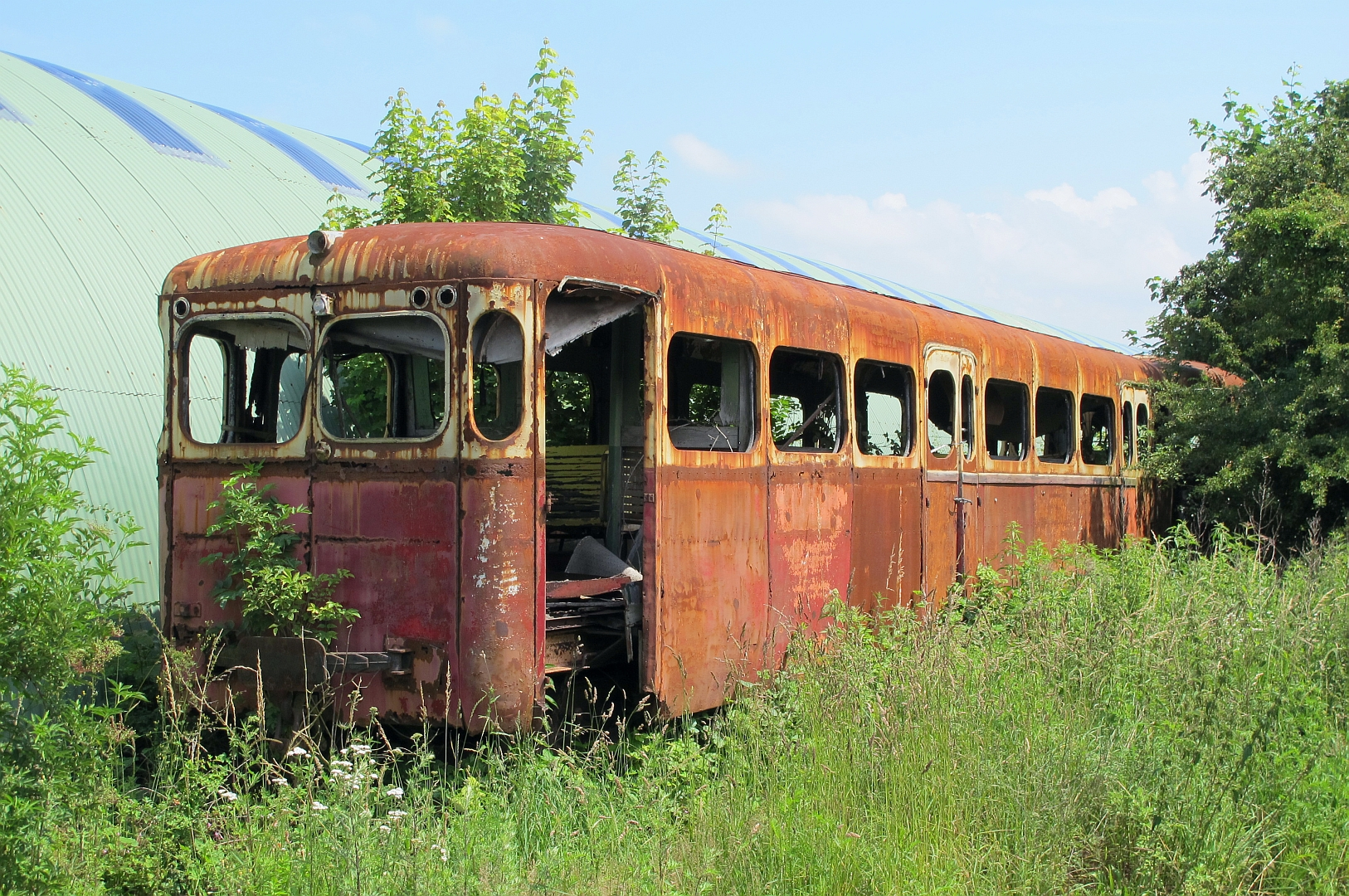
L'autorail M41 au CFBS.

Les trois autorails M41, M42 et M43 sont préservés par le Chemin de fer de la baie de Somme (CFBS) en attente de restauration.